# Clavulinopsis citrinoalba
Clavulinopsis citrinoalba är en svampart som först beskrevs av F.H. Møller, och fick sitt nu gällande namn av Corner 1950. Clavulinopsis citrinoalba ingår i släktet Clavulinopsis och familjen fingersvampar.   Inga underarter finns listade i Catalogue of Life.